# Marijska Autonomna Sovjetska Socijalistička Republika
Marijska Autonomna Sovjetska Socijalistička Republika, ili kraće, Marijska ASSR, (ruski: Марийская Автономная Советская Социалистическая Республика, kratice MACCP) je bila bivša sovjeska ASSR. 
Sljednica je Marijske autonomne oblasti, koja je uzdignuta na razinu ASSR-a 5. prosinca 1936. godine.
Dana 22. prosinca 1990. je postala Marijska Sovjetska Socijalistička Republika, MSSR.[nedostaje izvor]
Raspadom SSSR-a, Marijska SSR je postala federalni subjekt unutar Ruske Federacije, stekavši status republike, Marij El.